# 이라크 다국적군
이라크 다국적군(Multi-National Force – Iraq (MNF–I))은 '이라크 자유 작전'이라 명명된 2003년 이라크 침공, 그리고 그 이후의 이라크 전쟁 당시의 군 사령부로 미국, 영국, 오스트레일리아, 스페인, 폴란드가 주축이 된 연합군이다. 이 사령부는 이라크 내에서의 군사 작전을 계획하고 수행하는 임무가 있었다.

## 역사
MNF-I는 제7연합합동태스크포스를 2004년 5월 15일 대체하였고, 2010년 1월 1일 이라크 주둔 미군으로 직접 재조직되었다. 연합군은 2007년 이라크 전쟁 위기에서 강화되었다. 2011년 5월 미군이 아닌 연합군은 이미 이라크에서 철수한 뒤였다. 2011년 12월 18일 미군의 이라크 철수로 이라크 전쟁은 끝난 후였다.
2003년 8월 이후 이라크에서는 유엔 이라크 지원단이 주둔하며 인도주의적 작업을 수행했고 군사 감찰관과 보위대도 보유하고 있었다. 국제 연합 이라크 지원단은 MNF-I의 일부가 아니었지만, 독립된 부대였다. 2004년부터 2011년 12월까지 NATO 이라크 훈련이 이라크에서 수행되어 이라크 육군과 이라크 경찰을 지도했다.

## 참가 및 기여 국가
- 미국 (2003-2009)
- 영국 (2003-2009)
- 오스트레일리아 (2003-2009)
- 폴란드 (2003-2008)
- 이탈리아 (2003-2006)
- 스페인 (2003-2004)
- 루마니아 (2004-2009)
- 엘살바도르 (2004-2009)
- 일본 (2004-2008)
- 우크라이나 (2004-2008)
- 조지아 (2004-2008)
- 대한민국 (2004-2008)
- 불가리아 (2004-2008)
- 체코 (2004-2008)
- 몰도바 (2004-2008)
- 알바니아 (2004-2008)
- 마케도니아 (2004-2008)
- 통가 (2004-2008)
- 아제르바이잔 (2004-2008)
- 싱가포르 (2004-2008)
- 라트비아 (2004-2008)
- 카자흐스탄 (2004-2008)
- 몽골 (2004-2008)
- 덴마크 (2004-2007)
- 슬로바키아 (2004-2007)
- 리투아니아 (2004-2007)
- 헝가리 (2004-2005)
- 네덜란드 (2004-2005)
- 포르투갈 (2004-2005)
- 헝가리 (2004-2005)
- 노르웨이 (2004-2006)
- 보스니아 헤르체고비나 (2005-2008)
- 아르메니아 (2005-2008)
- 에스토니아 (2005-2009)
- 아이슬란드 (2004)
- 뉴질랜드 (2004)
- 온두라스 (2004)
- 니카라과 (2004)
- 필리핀 (2004)
- 타이 (2004)
- 도미니카 공화국 (2004)

## 같이 보기
- 연합합동태스크포스 - 내재된 결단 작전 (CJTF-OIR)
- 걸프 전쟁의 다국적 연합군